# 彰邑賜福宮
彰邑賜福宮，位於彰化市大同里中華路111巷19號，主祀三府王爺。距今約有200年之歷史。

## 沿革
彰化賜福宮位於彰化市中華路111巷內，廟宇沿革已不可考，神龕前對聯落款有「道光元年臘月立」(1821年）字樣，推斷已有200年歷史。
2020年，法師李育瑋倡議重修募款，獲得六聖筊，神像出火安奉於彰化慶安宮
2023年落成並入火安座；同年元旦舉行遶境，繞行彰化市四大城門。

## 祀神
賜福宮正殿供奉三府王爺，分別為朱府王爺、李府王爺、金府王爺三尊神像，其中朱、李王爺之神像為泥塑，硬身脫椅型制，兩兩呈現左右相對，皆手扶腰帶，兩尊神像以泥塑技法施作，故頭、身能分離，是早期常見的一種泥塑手法。
金府王爺神像則為軟身型制，神像椅座上刻有「道光辛丑年」字款。
從廟內現存木香爐「朱李王爺」字樣可知賜福宮最早應僅祀朱、李兩位王爺神像，金王爺應為後來增祀。

## 制度
目前為管理人制，由該里里長擔任廟宇管理人

## 外部連結
- 彰邑賜福宮的Facebook專頁